# Isetan
Isetan (伊勢丹) is een Japanse warenhuisketen met het hoofdkantoor in Shinjuku, Tokio. Isetan heeft filialen in Japan en Zuid-Oost-Azië waaronder in Kuala Lumpur, Selangor, Shanghai, Singapore enTianjin. In het verleden waren er vestigingen in Bangkok, Hongkong, Kaohsiung, Londen, en Wenen.
Op 1 april 2008 fuseerden de warenhuisketens Isetan en Mitsukoshi onder een gezamenlijke houdstermaatschappij genaamd Isetan Mitsukoshi Holdings Ltd.

## Winkels

### Japan

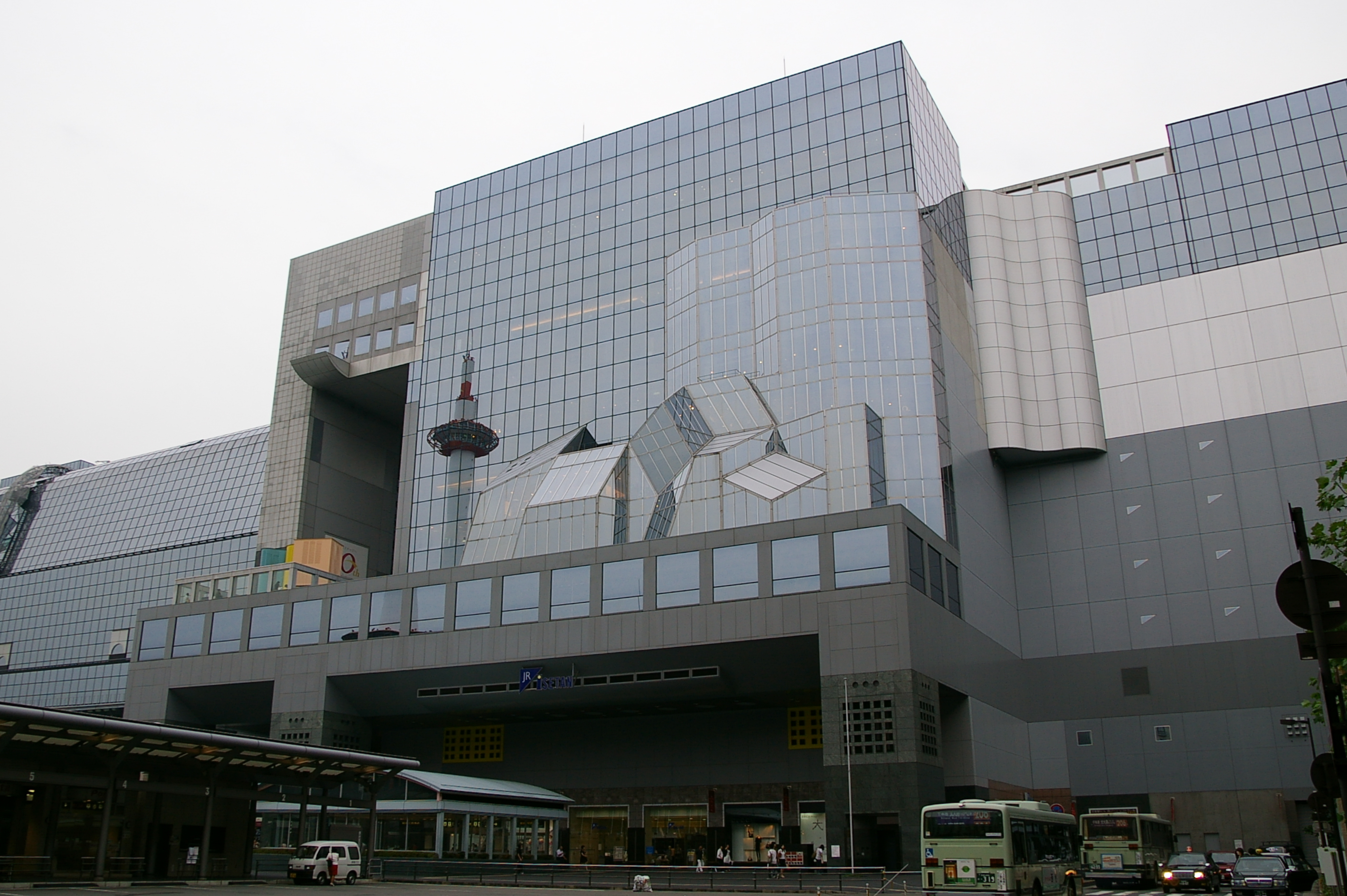
Filiaal van Isetan in Kyoto

De vlaggenschipwinkel van Isetan in Shinjuku wordt beschouwd als een van de meest invloedrijke warenhuizen in Japan. De winkel is vaak de eerste met nieuwe trends en nieuwe producten. Met name de mode- en levensmiddelenafdelingen worden als zeer trendsettend beschouwd.
Achter de hoofdwinkel bevindt zich een heel gebouw gewijd aan herenmode ("Men's Isetan")
Daarnaast zijn er filialen in Tachikawa, Saitama, Niigata, Shizuoka, Kioto en Osaka. Tot de groep behoren ook de Iwataya-warenhuizen in Fukuoka en het HaMaYa-warenhuis in Nagasaki.

### Zuidoost-Azië
- In Maleisië zijn er drie filialen in Kuala Lumpur en een filiaal Selangor. Daarnaast zijn er vier warenhuizen in Singapore.
- In China heeft de keten filialen in Shanghai, Tianjin en Chengdu.
- Het filiaal in Bangkok in Thailand werd in 2020 gesloten.